# کلیسای جامع اکستر
کلیسای جامع اکستر (انگلیسی: Exeter Cathedral) به‌طور رسمی به عنوان کلیسای کلیسای جامع سنت پیتر در شهرستان اکستر در دوان در جنوب غرب انگلستان شناخته می‌شود. تأسیس این کلیسا به سال ۱۰۵۰ میلادی برمی‌گردد.

## نگارخانه

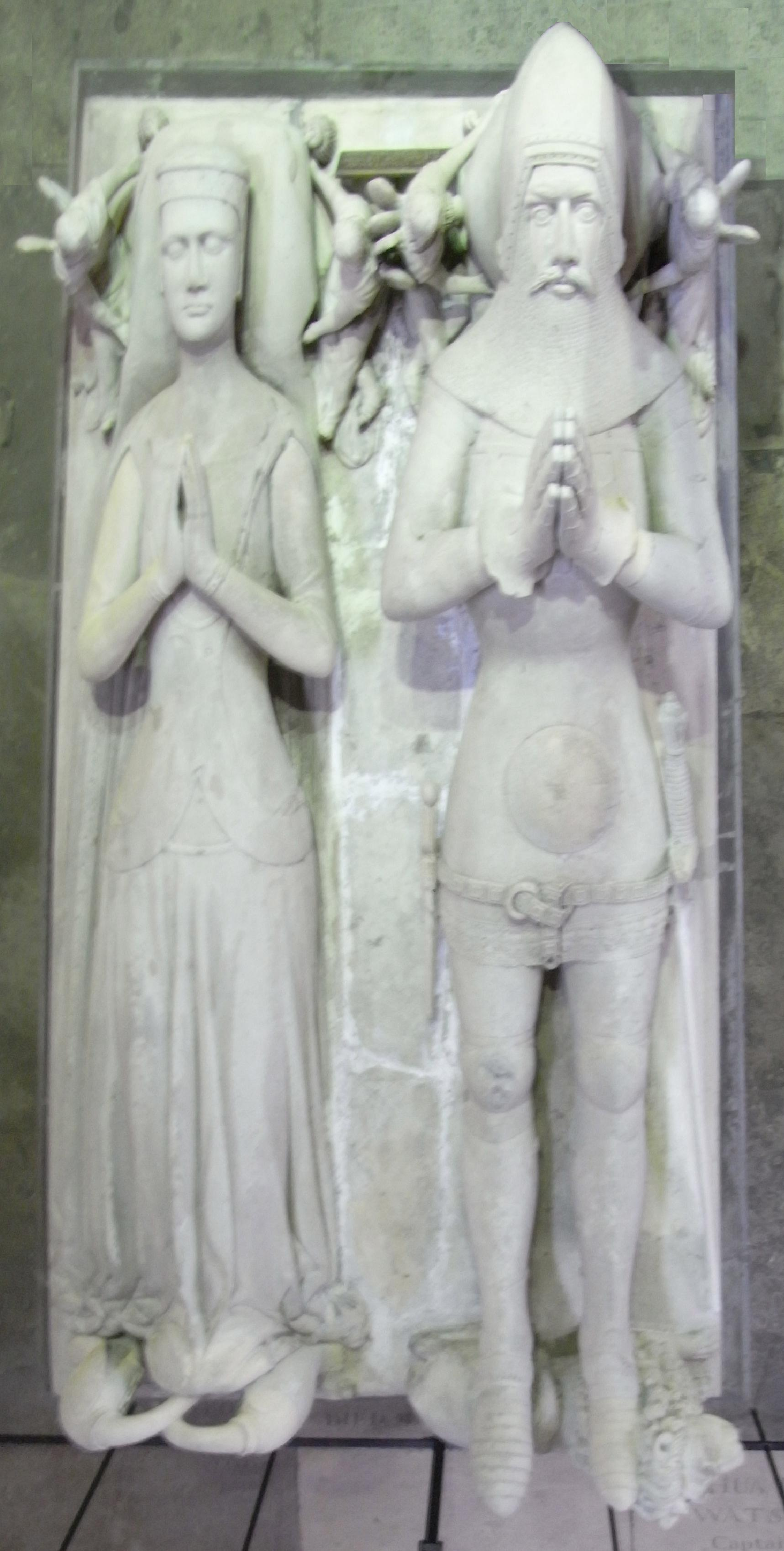
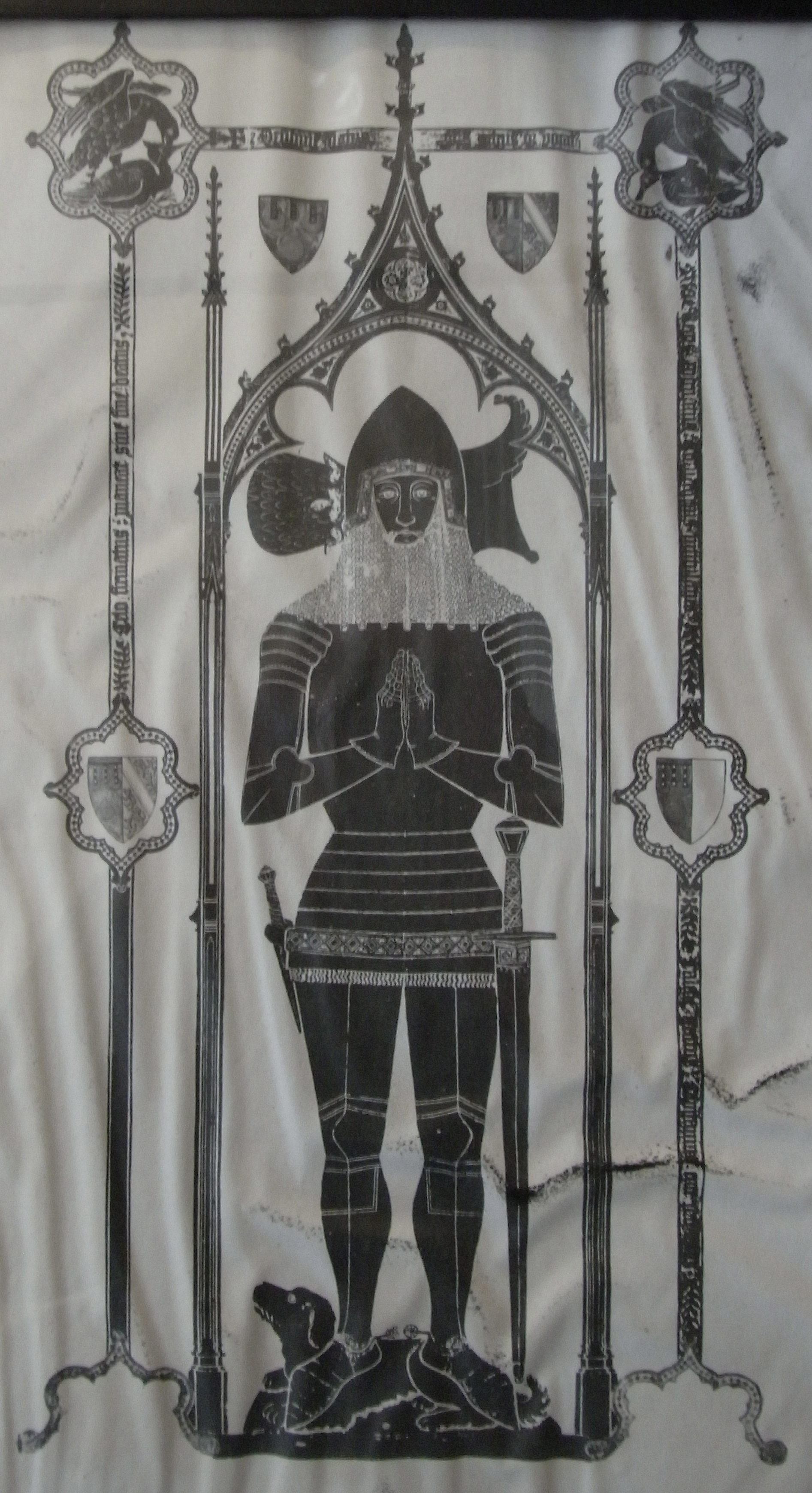